# William D. Daly
William Davis Daly (ur. 4 czerwca 1851 w Jersey City, zm. 31 lipca 1900 w Hoboken) – amerykański polityk, członek Partii Demokratycznej.

## Działalność polityczna
Od 1889 do 1891 zasiadał w New Jersey General Assembly, a od 1892 do 1898 w New Jersey Senate. W okresie od 4 marca 1899 do śmierci 31 lipca 1900 przez jedną kadencję był przedstawicielem 7. okręgu wyborczego w stanie New Jersey w Izbie Reprezentantów Stanów Zjednoczonych.